# أندي باركنسون
أندي باركنسون (بالإنجليزية: Andy Parkinson)‏ هو لاعب كرة قدم بريطاني في مركز الوسط، ولد في 27 مايو 1979 في ليفربول في المملكة المتحدة. لعب مع شيفيلد يونايتد وغريمسبي تاون وكامبريدج يونايتد ونادي آبريستويث تاون ونادي أكرينغتون ستانلي ونادي بريستاتين تاون ونادي ترانمير روفرز ونادي غيتزهد ونادي ليفربول ونوتس كاونتي.

## وصلات خارجية
- أندي باركنسون على موقع قاعدة بيانات كرة القدم.إي يو (الإنجليزية)
- أندي باركنسون على موقع Soccerbase.com (لاعب) (الإنجليزية)